# ویکتور کلاسون
ویکتور کلاسون (سوئدی: Viktor Claesson؛ زادهٔ ۲ ژانویهٔ ۱۹۹۲) بازیکن فوتبال اهل سوئد است.
از باشگاه‌هایی که در آن بازی کرده‌است می‌توان به الفسبوری و کراسنودار اشاره کرد.
وی همچنین در تیم ملی فوتبال سوئد بازی کرده‌است.

## افتخارات
الفسبوری
- لیگ برتر فوتبال سوئد ۲۰۱۲

- جام حذفی فوتبال سوئد ۲۰۱۴-۲۰۱۳